# Fairuz
Nouhad Wadie' Haddad (în arabă نهاد وديع حداد; n. 20 noiembrie 1934), cunoscută sub numele de Fairuz (în arabă فيروز), scris, de asemenea, Fairouz, Feyrouz sau Fayrouz, este o cântăreață libaneză, una dintre cele mai admirate și respectate cântărețe în viață  din lumea arabă.
Prima dată a fost remarcată la Festivalul Internațional de la Baalbeck, devenind faimoasă după ce a apărut în partea de festival numită „Nopți libaneze” mai mulți ani la rând. Fairuz este cunoscută ca fiind „Bijuteria Libanului”.

## Viața personală
Fairouz s-a născut într-o familie libaneză maronită. Ea aparține credinței Creștin-Ortodoxe de Est  convertindu-se după ce s-a căsătorit cu Assi Rahbani, unul dintre frații Rahbani care au ajutat-o în cariera sa de cântăreață. Totodată, este mama compozitorului și pianistului  libanez Ziad Rahbani și a directoarei de film și fotografei libaneze Rima Rahbani.

## Biografie

### 1935–1950– Anii copilăriei

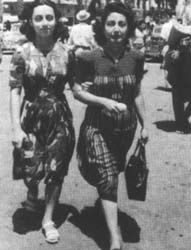
Fairuz (Nouhad Haddad) cu mama ei Liza al-Boustani, traversând Piața Martirilor, Beirut în Beirut, 1945.

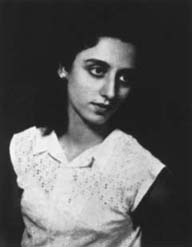
Fairuz în 1946.

Nouhad Haddad s-a născut pe 20 noiembrie 1934 în Liban într-o familie maronită. 
Era un copil timid și nu avea mulți prieteni la scoală.  
La vârsta de zece ani, Nouhad era deja cunoscută la scoală pentru calitățile sale vocale deosebite. Obișnuia să cânte în mod regulat la spectacolele școlii. 
Așa i-a atras atenția lui Mohammed Fleyfel, un cunoscut muzician și profesor la Conservator, care a fost prezent la unul dintre spectacolele școlii, în februarie 1950. Impresionat de vocea și prestatia ei, a sfătuit-o să urmeze Conservatorul, lucru pe care l-a și făcut. 
Mohammed Fleyfel a urmărit îndeaproape și cu mult interes talentul lui Nouhad. Printre alte lucruri, a invătat-o să recite versuri din Coran, în stilul de recitare cunoscut drept tajwid.  Cu o anumită ocazie, vocea lui Nouhad cântând a fost auzită de Halim el-Roumi, directorul stației libaneze de radio și muzician proeminent, tatăl faimoasei cântărețe libaneze Majida Roumi. Acesta a fost impresionat de vocea ei și a observat că are o flexibilitate rară ce îi permitea să cânte muzică arăbească și occidentală, în mod admirabil. I-a ales numele de scena Fairuz, care în arabă înseamnă turcoaz. 
Primul concert de amploare a lui Fairuz a fost susținut în 1957, ca parte din Festivalul Internațional de la Baalbek, care a avut loc sub patronajul președintelui libanez Camille Chamoun.

### 1960– Afirmarea unui nou star
În decursul anilor 1960, Fairuz devenea cunoscută drept “Prima doamnă a cântecului libanez”, așa cum a numit-o Halim Roumi. 
În 1969, cântecele ei au fost interzise la stațiile radio din Liban timp de șase luni din cauza faptului că a refuzat să cânte la un concert privat în onoarea președintelui algerian Houari Boumedienne. Incidentul a servit doar la a-i crește popularitatea. Fairuz a dorit să menționeze în mod clar că întotdeauna va dori să cânte publicului ei din diferite țări și regiuni, dar nu va cânta niciodată pentru o persoană. 

### 1970– Faima internațională și războiul dinLiban
În 1971, faima lui Fairuz a devenit internațională după un turneu major în America de Nord, care a fost primit cu mult enuziasm de comunitatea arabo-americană și de cea americană.

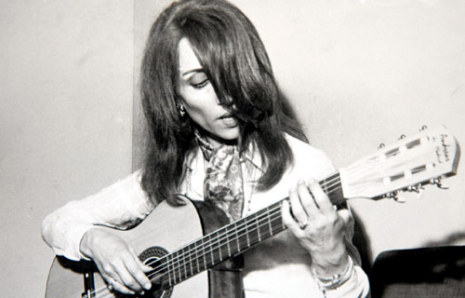
Fairuz în 1970

Fairuz a avut prima apariție la o televiziune din Europa pe postul French TV, pe 24 mai 1975, într-un show dedicat starului francez Mireille Mathieu. 
După izbucnirea războiului civil, frații Rahbani au continuat să folosească satira politică și critica ascuțită în piesele lor. În 1977, musical-ul lor numit „Petra” a fost vizionat atât în partea vestică musulmană a Beirutului, cât și în cea creștină, estică. 
În 1978, cei trei au făcut înconjurul Europei și al națiunilor din Golful Persic. 
Ulterior, in 1979, Fairuz și frații Rahbani au hotărât să își întrerupă relațiile profesionale și personale, iar ea a început să lucreze cu o echipă de producție aflată sub conducerea fiului său Ziad Rahbani. 
În timpul războiului civil din Liban (1975 – 1990) Fairuz nu a părăsit niciodată Libanul pentru a locui în strainatate și nu a avut concerte acolo, iar în acea perioadă a susținut numeroase concerte și turnee în străinătate.

### 1980– O nouă echipă de producție
După separarea artistică dintre Fairuz și frații Rahbani, în 1979, Fairuz și-a continuat activitatea împreună cu fiul său, Ziad Rahbani, cu prietenul lui, compozitorul Joseph Harb, și compozitorul Philemon Wehbe. Fairuz a efectuat o a doua și ultimă apariție la televiziunea europeană, pe canalul French TV, pe 13 octombrie 1988. Programul dispune de imagini de la ceremonia cu ministrul francez al culturii de la momentul respectiv, Jack Lang, recompensând-o pe Fairuz cu medalia “Commandeur des Artes et des Lettres”.

### Anii 1990–prezent
În anii 1990, Fairuz a susținut numeroase concerte de amploare. A apărut la Festivalul Internațional de la Baalbek in 1998, după 25 de ani de absență autoimpusă, unde a interpretat trei piese de un mare succes. 
De atunci, Fairuz a ținut concerte la Festivalul Internațional de la Beiteddine, în Liban, din 2000 până în 2003, Kuweit (2001), Paris (2002), Statele Unite (2003), Amman (2004), Montreal (2005), Dubai, Abu Dhabi, Baalbek (2006), Atena, Amman (2007), Damasc și Bahrein (2008).
Acum, Fairuz lucrează în exclusivitate cu fiul său Ziad în calitate de compozitor.
Pe 28 ianuarie 2008 Feiruz a concertat la Casa Operei din Damasc într-o emoționantă revenire în capitala siriană, unde a jucat rolul principal în musical-ul Sah el-Nom (Bună dimineața), după mai bine de două decenii de absență din această țară, într-o serie de evenimente evidențiind desemnarea de către UNESCO a Damascului drept capitală culturală a lumii arabe în anul respectiv.
Noul album al lui Fairuz, numit “Eh... Fi Amal” a fost lansat pe 7 octombrie 2010, produs de Fairuz Productions și scris în totalitate de Ziad Rahbani. A concertat în Olanda pentru prima dată la Amsterdam pe 26 iunie 2011.Ultima apariție pe scena a lui Fairuz a fost în Platea – Jounieh - Harer Sakher în decembrie 2011, unde a avut șase concerte în perioada 9 – 23 decembrie 2011. 

## Concerte Live
Fairuz a concertat în multe țări, incluzând Siria, Iordania, Irak, Kuweit, Emiratele Arabe Unite, Qatar, Bahrein, Egipt, Tunisia, Algeria, Maroc, Franța, Regatul Unit, Elveția, Olanda, Grecia, Canada, Statele Unite, Mexic, Brazilia, Argentina, Australia, precum și în țara ei de origine, Liban. 
Fairuz, Assi și Mansour au devenit cel mai faimos și dominant fenomen de producție muzicală din lumea arabă, iar muzica ei s-a făcut auzită dincolo de această regiune, către Europa, Americi și Australia.
Dintre concertele lui Fairuz, puține au fost lansate ca înregistrări oficiale. Printre acestea se numără:  Damasc 1960, Olimpia 1979, turneul SUA 1981, Jarash 1983, turneul SUA 1987, Baalbek 1998, Las Vegas 1999, Beiteddine 2000 și Dubai 2001.

## Apariții teatrale
Musical-urile trio-ului Rahbani, Fairuz, Assi și Mansour, au combinat povestea, versurile și dialogul, compoziția muzicală variind de la folclor libanez la orchestrație și cântece clasice, occidentalizate sau orientale, la care se adăugau vocea și actoria lui Fairuz. A jucat rolurile principale alături de cântăreții/actorii Nasri Shamseddine, Wadih El Safi, Antoine Kerbaje, Elie Shouayri (Chouayri), Hoda (sora mai mică a lui Fairuz), William Haswani, Raja Badr, Siham Chammas (Shammas), Georgette Sayegh și multi alții. 
Piesele Rahbani au exprimat patriotism, dragoste neîmpărtășită și nostalgie pentru viața la țară, comedie, dramă, filosofie și politică contemporană.
Colaborarea Fairuz – Rahbani a produs următoarele musical-uri, în ordine cronologică:
- Ayyam al Hassad (Zilele recoltei – 1957)

- Al 'Urs fi l'Qarya (Nunta din Sat – 1959)

- Al Ba'albakiya (Fata din Baalbek) – 1961)

- Jisr el Amar (Podul lunii – 1962)

- Awdet el 'Askar (Întoarcerea soldaților – 1962)

- Al Prieten, wal Qandil (Noaptea și felinarul – 1963)

- Biyya ' el Khawatem (Vânzătorul de inele – 1964)

- Ayyam Fakhreddine (Zilele lui Fakhreddine – 1966)

- Hala wal Malik (Hala și Regele – 1967)

- Ach Chakhs (Persoana – 1968-1969)

- Jibal Al Sawwan (Munți Sawwan – 1969)

- Ya'ich Ya'ich (Trăiască, Trăiască – 1970)

- Sah Ennawm (Ai dormit bine? – 1970-1971 – 2006-2008)

- Nass min Wara'  (Oamenii de hârtie – 1971-1972)

- Natourit al Mafatih (Gardianul si cheile – 1972)

- Al Mahatta (Statia – 1973)

- Loulou – 1974

- Mais el Reem (Pajistea căprioarei– 1975)

- Petra – 1977-1978

## Discografie
Fairuz are un repertoriu foarte amplu cuprinzând aproximativ 1500 de cântece, dintre care numai în jur de 800 au fost lansate. 
Până în prezent au fost lansate aproximativ 85 de CD-uri și casete cu Fairuz. Cele mai multe dintre piesele care sunt prezentate pe aceste albume au fost compuse de frații Rahbani. De asemenea, sunt prezentate cântece compuse de Philemon Wehbe, Ziad Rahbani, Zaki Nassif, Mohamed Abd El Wahab, Najib Hankash si Mohamed Mohsen. 
Multe dintre lucrările nelansate ale lui Fairuz datează din anii 1950 si 1960 și au fost compuse de frații Rahbani. Un album compus de muzicianul egiptean Riad Al Sunbati a fost produs în 1980, dar este puțin probabil să fie lansat. Există totodata 15 cântece nelansate compuse de Philemon Wehbe și 24 compuse de Ziad Rahbani în anii 1980.